# جولین لوپز
جولین لوپز (انگلیسی: Julien López؛ زادهٔ ۱ مارس ۱۹۹۲) بازیکن فوتبال اهل الجزایر است.
از باشگاه‌هایی که در آن بازی کرده‌است می‌توان به باشگاه فوتبال پاریس اف سی اشاره کرد.
وی همچنین در تیم ملی فوتبال Algeria U17 بازی کرده‌است.